# Triplectides patens
Triplectides patens is een fossiele soort schietmot uit de familie Leptoceridae.